# Вирцава (река)
Ви́рцава (устар. Вирцау; латыш. Vircava, Narvaišu upe, Vircavas upe, Vircavas upīte, Virčiuve, Virčupe) или Ви́рчювис (Вирчувис; устар. Вирчувка; лит. Virčiuvis) — река в Латвии и Литве. В Латвии течёт по территории Елгавы и Елгавского края, в Литве — по территории Пакруойского и Ионишкского районов. Левый приток среднего течения Лиелупе.
Длина — 69 км (по другим данным — 72 км или 75 км). Начинается в полях около восточной окраины деревни Гядминяй на территории Пашвитинского староства в Литве. Течёт от северного пологого склона Линкувской конечной морены по Земгальской равнине, преимущественно на север. В среднем течении пересекает латвийско-литовскую границу. Устье Вирцавы находится на высоте примерно 0,3 м над уровнем моря, в 72 км по левому берегу Лиелупе, на границе Елгавы и Яунсвирлаукской волости в Латвии. Уклон — 0,7 м/км (по другим данным — 1,04 м/км), падение — 46 м. Площадь водосборного бассейна — 466 км² (по другим данным — 441 км² или 423 км²). Средний расход воды в устье — 2,2 м³/с, в среднем течении на латвийско-литовской границе — 1,13 м³/с. Объём годового стока — 0,068 км³.
Основные притоки:
- левые: Ашвине, Аудруве, Элея[11], Скардупис[9];
- правые: Жвине[9].